# Alonso de Covarrubias
 (février 2024).
Si vous disposez d'ouvrages ou d'articles de référence ou si vous connaissez des sites web de qualité traitant du thème abordé ici, merci de compléter l'article en donnant les références utiles à sa vérifiabilité et en les liant à la section « Notes et références ».
Alonso de Covarrubias (Torrijos, 1488 - Tolède, 1570) est un architecte et sculpteur espagnol.

## Biographie
C’était le fils de Sebastián Martínez de Covarrubias et Maria Gutiérrez de Leyva. Son père était un célèbre tapissier de Gerindote et sa mère était originaire de cette petite ville. Selon une étude menée par Rey Garcia, qui a le premier donné l'endroit de sa naissance, Covarrubias naquit à Torrijos en 1488. En 1510 Covarrubias épousa Maria Gutierrez de Egas, fille de Miguel Sanchez et Margarita Gutierrez, d’après les informations de Don Pedro de Carvajal qui précise que la femme de Covarrubias était « nièce ou petite-fille » de l'architecte Anton Egas. Il n'y a donc rien de clair sur leur relation.

## Formation
Il reçut sa première formation, d’Anton Egas à Tolède. Dans les premières années de sa vie fut associé à Anton Torrijos et Enrique Egas ainsi qu’à Jean Goas, dont il reçut les connaissances nécessaires pour entrer dans le monde de l'art. Durant ces premières années se rendit à Salamanque en tant que conseil sur l'emplacement à donner à la nouvelle cathédrale qui était alors projetée. Il avait déjà une réputation dans le monde de l'architecture. L’année même de son mariage, en 1510, semble avoir exercé comme un sculpteur pour l’église Saint-André de Tolède (es), pour la réalisation des tombes de Alonso Rojas y Mariana, de facture gothique tardif. Il abandonna ce style gothique et préféra une profusion ornementale au contact de l’école de Sigüenza (Guadalajara) ou le travail des artistes de l’Hôpital Sainte-Croix de Tolède, le poussa à évoluer. En 1514 il travaillait avec Enrique Egas sur l’hôpital Tolède et de 1515 à 1517, il visita à plusieurs reprises Sigüenza, où il fut influencé par Francisco de Baeza. Il exécuta deux de ses œuvres les plus profusément décorée : le retable de Santa Librada et le tombeau de l'évêque Frédéric du Portugal (es), à la croisée des transepts de la cathédrale. En 1526, il signa son premier contrat à Guadalajara pour la construction d'un couvent. En 1531, il fut mandaté réaliser la nouvelle chapelle royale de Tolède, où il se concentra principalement sur la décoration. Entre 1532 et 1534, il intervint dans la réalisation de la sacristie de la cathédrale de Sigüenza. Il participa probablement à d’autres bâtiments construits à l'initiative de l'archevêque Alonso de Fonseca (es). Lui sont attribués le collège Jacques le Majeur de Salamanque et le collège Jacques le Mineur (es) à Saint-Jacques-de-Compostelle. Entre 1534 et 1570, il se chargea de la paroisse de Saint Benoît Abbé, à Yepes, sur commande du cardinal Tavera.

## Œuvres principales

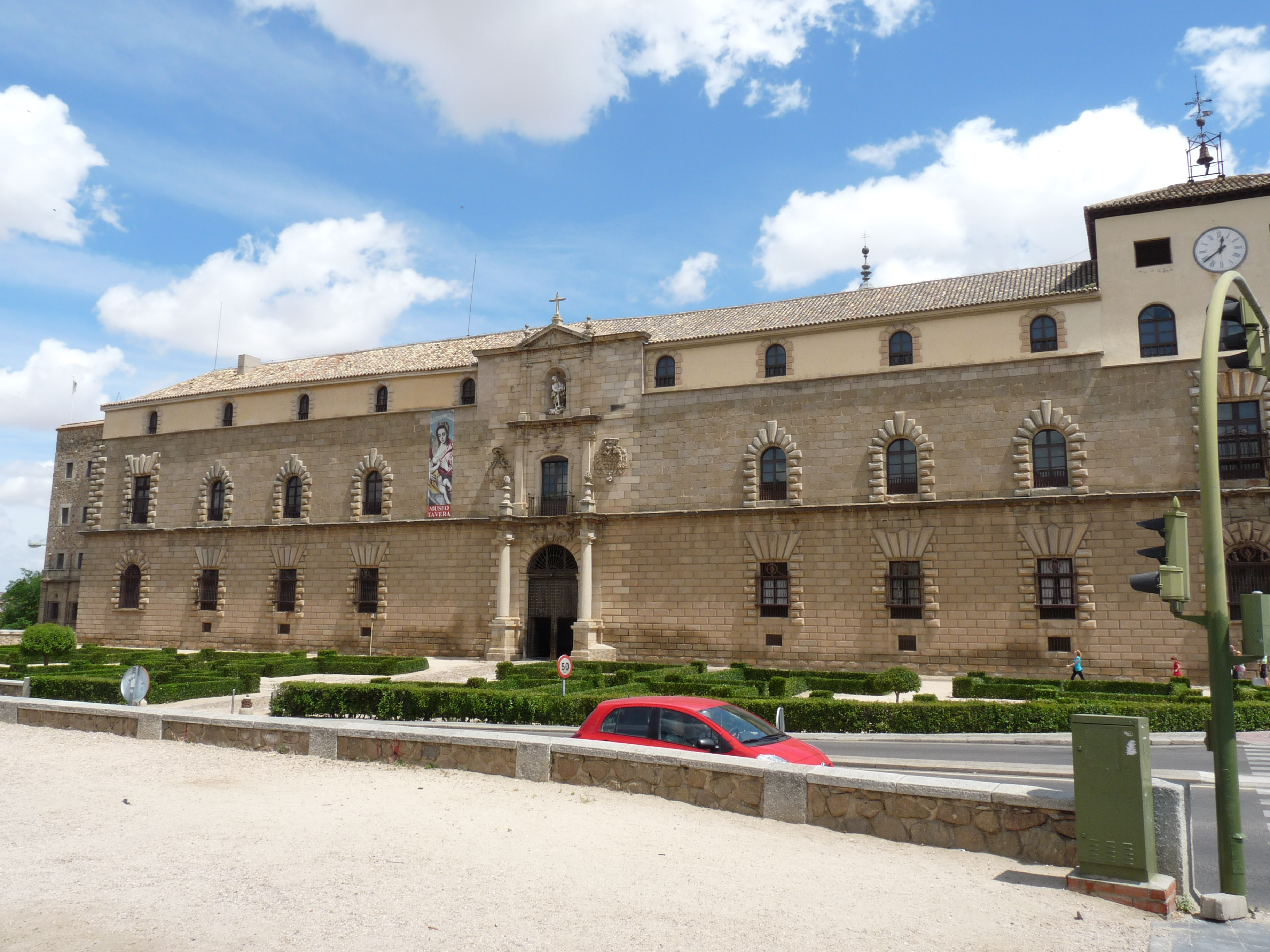
Toledo - Palais de Tavera - Façade.

En 1534, il fut nommé maître d’œuvre de la cathédrale de Tolède et de son diocèse. Nous pouvons aujourd’hui voir ses travaux dans de nombreuses villes de la province. Il réforma l'église de Baza dans le style Renaissance. En 1537 reçut une nouvelle nomination importante en étant nommé architecte des Alcazars royaux, une position qu'il partageait avec Luis de Vega (es). Mais en 1543, ce dernier fut affecté à la région de Madrid et Covarrubias resta responsable de celle de Tolède. Il effectua plus tard des œuvres majeures comme le cloître du couvent de Santo Domingo (es) de Ocaña (Castille-La Manche), ou la façade et le cloître du palais de l’archevêché de Tolède, construit entre 1541 et 1545, dates qui montrent que les commandes se chevauchaient. L’Hôpital de San Juan Bautista de Tolède (l’hôpital extérieur Tavera), est l'un des bâtiments les plus représentatifs du Covarrubias renaissantiste. Entre 1548 et 1549, il conçut les chœurs de la cathédrale de Getafe (Madrid) et celle de l'Ordre de Saint-Jérôme de sainte Catherine de Talavera de la Reina (Tolède). Vers 1552, il intervint sur le monastère de Saint-Augustin, sur la sacristie de la paroisse de Almorox (Tolède), sur l'église de Saint Romain (Tolède), sur la maison de Don Diego López de Ayala (Casasbuenas, Tolède), la mairie et la paroisse d'Illescas, le Corral de Almaguer et la tour de Olias del Rey. Peu de temps après travailla à la planification urbaine de Tolède, à l’élargissement de la place de la mairie et à la rénovation de la synagogue de Santa María la Blanca, dans la même ville. Son intervention sur cette dernière est notable sur la Porte de Bisagra (Tolède). Il conçut la Collégiale de Torrijos.

### Autres travaux
Il intervint à Tolède sur la réforme du couvent de San Clemente (es), de la Grande Boucherie et la porte de la Présentation de la cathédrale. Il travailla également sur le couvent des Carmélites de Alcalá de Henares, la restructuration de l'Église de l'Incarnation de Baza, San Miguel de los Reyes (Valence), sur la cathédrale nouvelle de Plasencia et le monastère de Guadalupe, tous deux à Caceres, et le Palais Ducal de Pastrana (Guadalajara)